# 폴리스 (1985년 영화)
《폴리스》(Police) 혹은 경찰은 프랑스에서 제작된 모리스 피알라 감독의 1985년 범죄, 드라마 영화이다. 제라르 드빠르디유 등이 주연으로 출연하였다.

## 출연

### 주연
- 제라르 드빠르디유
- 소피 마르소

### 조연
- 리차드 안코니나
- 파스케일 로카드
- 상드린 보네르
- 프랭크 카라오우이
- 조나단 레이나
- 자크 매두
- 얀 드데